# Julienne (Mondkrater)
Julienne ist ein sehr kleiner Einschlagkrater auf der Mondvorderseite am östlichen Rand des Palus Putredinis, westlich der Rima Hadley, gegenüber der Landestelle von Apollo 15, westlich von Mons Hadley Delta.
Die namentliche Bezeichnung geht auf eine ursprünglich inoffizielle Bezeichnung auf Blatt 41B4/S1 der Topophotomap-Kartenserie der NASA zurück, die von der IAU 1976 übernommen wurde.

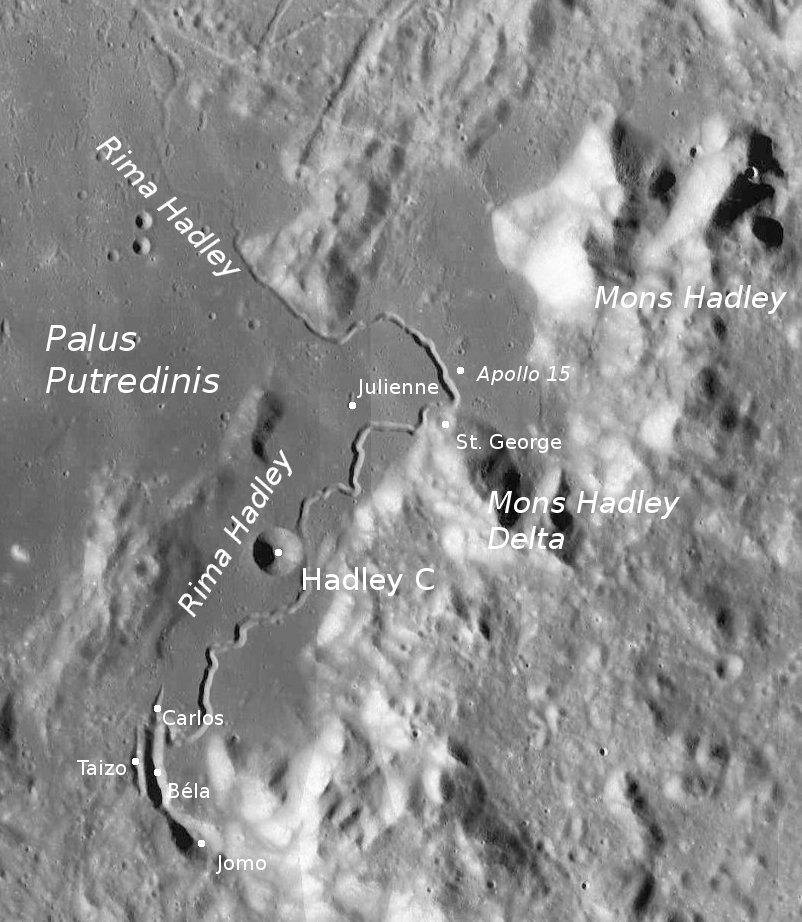
Rima Hadley mit Julienne (LROC-WAC)